# تپه کلاتک تنهک
تپه کلاتک تنهک مربوط به سدهٔ ۵ تا ۷ ه.ق است و در شهرستان ایرانشهر، بخش بزمان، روستای تنهک واقع شده و این اثر در تاریخ ۱۰ دی ۱۳۸۱ با شمارهٔ ثبت ۶۷۴۴ به‌عنوان یکی از آثار ملی ایران به ثبت رسیده است.